# バアクーバ
バアクーバ（アラビア語: بعقوبة、Ba'qūbah）は、イラクの都市。首都バグダードの北北東に位置し、ディヤーラー県の県都である。市中にディヤーラー川が流れる。日本語メディアでは「バクバ」「バクーバ」と表記されることもある。

## 教育
ディヤーラー大学がある。